# IP-koden
 Der er for få eller ingen kildehenvisninger i denne artikel, hvilket er et problem. Du kan hjælpe ved at angive troværdige kilder til de påstande, som fremføres i artiklen.

IP-koden  er en international standard (IEC 60529) og en del af den danske lov, hvor den bliver beskrevet i Stærkstrømsbekendtgørelsen, afsnit 6, § 803.2. Den angiver beskyttelsesgraden for elektrisk udstyr, hvilket udtrykker udstyrets evne til at modstå indtrængning af faste genstande og vand/væske i relevante udstyr.
Den er udgivet af International Electrotechnical Commission (IEC).
IP-koden omtales ofte som "Kapslingsklasse".
Kapslingsgraden betegnes med bogstaverne IP (forkortelse for Ingress Protection Rating), efterfulgt  af to cifre.
Nedenstående tabeller angiver cifrenes betydning.
Hvis der ikke findes nogen krav til udstyrets beskyttelse mod nogen af kategorierne, erstattes cifrene med et x.

## Eksempel
Krav til elektrisk udstyr indendørs er IP2X, men IP3X på steder hvor børn kan opholde sig. 
Sædvanligvis bruges stikkontakter med IP30 i private hjem. Dette giver beskyttelse mod indtrængen af barnefingre, men ingen beskyttelse mod vand.
I visse områder i baderum, er kravet til indkapsling IPx4, men oftest bruges IP44, som giver beskyttelse mod indtrængning af faste genstande og vand.

### Første ciffer (faste genstande)
Det første ciffer angiver udstyrets beskyttelse mod indtrængning af faste genstande, eksempelvis støv, og utilsigtet kontakt mellem spændingsførende dele og kropsdele som for eksempel fingre.
| Ciffer | Beskyttelse af udstyret mod faste partikler                    | Beskyttelse af personer mod farlige dele |
| ------ | -------------------------------------------------------------- | --- |
| 0      | Ubeskyttelse                                                   | Ingen særlig beskyttelse. |
| 1      | >50 mm i diameter                                              | En kugle med en diameter på 50 mm må ikke trænge ind i materiellet.                                                                               |
| 1      | Beskyttet mod berøring af farlige dele med bagsiden af en hånd | Kuglen skal forblive i tilstrækkelig afstand fra farlige dele.                                                                                    |
| 2      | >12,5 mm i diameter                                            | En kugle med en diameter på 12,5 mm må ikke kunne trænge inde i materiellet.                                                                      |
| 2      | Beskyttet mod berøring af farlige dele med en finger           | En leddelt prøvefinger med en diameter på 12 mm og en længde på 80 mm skal forblive i tilstrækkelig afstand fra farlige dele.                     |
| 3      | >2,5 mm i diameter                                             | En prøvepind med en diameter på 2,5 mm må ikke kunne trænge ind i materiellet.                                                                    |
| 3      | Beskyttet mod berøring af farlige dele med et stykke værktøj   | Prøvepinden skal forblive i tilstrækkelig afstand fra farlige dele.                                                                               |
| 4      | >1 mm i diameter                                               | En stiv prøvepind med en diameter på 1,0 mm må ikke kunne trænge ind i materiellet.                                                               |
| 4      | Beskyttet mod berøring af farlige dele med tråde o.l.          | Prøvepinden skal forblive i tilstrækkelig afstand fra farlige dele.                                                                               |
| 5      | Støvskærmet                                                    | Indtrængen af støv er ikke helt forhindret, men støv må ikke trænge ind i en sådan mængde, at det påvirker materiellets funktion eller sikkerhed. |
| 6      | Støvtæt                                                        | Der må ikke kunne trænge støv ind i materiellet.                                                                                                  |

### Andet ciffer (væsker)
Det andet ciffer angiver udstyrets beskyttelse mod skadelig indtrængen af vand.
| Ciffer | Beskyttelse mod indtrængen af vand                                   | Betydning |
| ------ | -------------------------------------------------------------------- | --- |
| 0      | Ubeskyttet                                                           | Ingen særlig beskyttelse. |
| 1      | Beskyttet mod vanddråber                                             | Lodret faldende vanddråber må ikke have nogen skadelig virkning. |
| 2      | Beskyttet mod vanddråber ved hældning på maksimalt 15°               | Lodret faldende vanddråber må ikke have nogen skadelige virkninger, når udstyret har en hældningsvinkel op til 15° i forhold til sin normale stilling. |
| 3      | Beskyttet mod regn                                                   | Vand, der falder som regn med en vinkel på op til 60° i forhold til lodret plan, må ikke have nogen skadelig virkning. |
| 4      | Beskyttet mod oversprøjtning                                         | Vand der sprøjter mod kapslingen (produktet fx telefon) fra enhver retning, må ikke have nogen skadelig virkning. |
| 5      | Beskyttet mod vandstråler                                            | Vand fra et strålerør (spuling fra slanger/ dyser) rettet mod kapslingen (produktet fx telefon) fra enhver retning må ikke have nogen skadelig virkning. |
| 6      | Beskyttet mod kraftige vandstråler                                   | Kraftige vandstråler rettet mod kapslingen fra enhver retning må ikke have nogen skadelig virkning. |
| 7      | Beskyttet mod følgerne af forbigående (kortvarig) nedsænkning i vand | Det må ikke være muligt for vand at trænge ind i skadelige mængder, når kapslingen (produktet fx telefon) er nedsænket i vand under definerede betingelser med hensyn til tryk og tid. (Der er ikke tids eller dybde krav/begrænsninger, dette er op til den enkelte producent)                                             |
| 8      | Beskyttet mod følgerne af langvarig nedsænkning i vand               | Det må ikke være muligt for vand at trænge ind i skadelige mængder, når kapslingen (produktet fx telefon) langvarigt (fx undervandslys i en svømmepøl) er nedsænket i vand. (Der er en form for tids krav (langvarig), men ikke begrænsninger. Der er ikke dybde krav/begrænsninger, dette er op til den enkelte producent) |

## Tillægsbogstaver
Standarden åbner mulighed for at angive yderlig information om udstyret ved tilføjelse af et ekstra bogstav.

### Første bogstav
Første bogstav angiver sikkerhedsgraden af beskyttelse af personer ved kontakt med skadelige dele i udstyret.
Se tabellen nedenfor:
| Første bogstav | Beskyttelse mod berøring af: | Krav til udførsel |
| -------------- | ---------------------------- | --- |
| A              | Håndryggen                   | en kugle med en diameter på 50 mm skal forblive i tilstrækkelig afstand fra farlige dele.                                  |
| B              | Finger                       | en leddelt prøvefinger med diameter på 12 mm og en længde på 80 mm skal forblive i tilstrækkelig afstand fra farlige dele. |
| C              | Værktøj                      | en prøvepind med en diameter på 2,5 mm og en længde på 100 mm skal forblive i tilstrækkelig afstand fra farlige dele.      |
| D              | Tråd                         | en stiv prøvepind med en diameter på 1,0 mm og en længde på 100 mm skal forblive i tilstrækkelig afstand fra farlige dele. |

Note: Der stilles ikke krav om, at kuglen, prøvefingeren, prøvepinden eller prøvetråden ikke må kunne trænge ind i materiellet. Det kræves kun, at de ikke må kunne komme for tæt på farlige dele, hvilket f.eks kan forhindres med interne afskærmninger o.l.

### Andet bogstav
Andet bogstav angiver betingelserne af at afprøvningen er udført med et acceptabelt resultat.
Se tabellen nedenfor:
| Andet bogstav | Betydning |
| ------------- | --- |
| H             | Højspændingsudstyr |
| M             | Udstyret afprøvet mod skadelig indtrængen af vand medens bevægelige dele af udstyret er i bevægelse, eksempelvis en el-motor               |
| S             | Udstyret afprøvet mod skadelig indtrængen af vand medens bevægelige dele af udstyret står stille, eksempelvis en el-motor, der står stille |
| W             | Egnet til brug under specielle vejrforhold                                                                                                 |

## Kommentar

### IP69K
Tysk standard DIN 40050-9 overgår IEC 60529 ved en betegnelse, IP69K, for udstyr, som tåler højt tryk, høje temperaturer og kraftig vandstrøm..
Prøvestandarden for IP69K specificerer en dyse forsynet med vand med temperatur på 80°C, et tryk på 8 – 10 MPa (80–100 bar) og en vandstrøm på 14–16 liter/min. Dysen holdes 10-15 cm fra udstyret, som skal afprøves. Dysen holdes i 30 sekunder i hver af vinklerne 0°, 30°, 60° og 90°. Udstyret skal under afprøvningen stå på et bord, der roterer med fem omdrejninger pr minut.  
IP69K var oprindeligt udviklet for køretøjer, som trængte til kraftig rengøring, men anvendes tillige i fødevareindustrien.